# Lista de gentílicos de São Paulo (estado)
Esta é uma lista de gentílicos referentes aos municípios de São Paulo (Brasil), cujos nativos são chamados genericamente de paulistas.
A capital do estado está grafada em negrito.
Sobre gentílicos em geral, convém destacar as normas ortográficas em vigor desde o Formulário Ortográfico de 1943, que diz, em seu item 42:
| “ | Os topônimos de tradição histórica secular não sofrem alteração alguma na sua grafia, quando já esteja consagrada pelo consenso diuturno dos brasileiros. Sirva de exemplo o topônimo "Bahia", que conservará esta forma quando se aplicar em referência ao Estado e à cidade que têm esse nome. Observação. - Os compostos e derivados desses topônimos obedecerão às normas gerais do vocabulário comum. | ” |

## A
- Adamantina – adamantinense
- Adolfo – adolfino
- Aguaí – aguaiano
- Águas de Lindóia – lindoiense
- Águas da Prata – água-pratense
- Águas de Santa Bárbara – santa-barbarense
- Águas de São Pedro – água-pedrense
- Agudos – agudense
- Alambari – alambariense
- Alfredo Marcondes – marcondense
- Altair – altairense
- Altinópolis – altinopolense
- Alto Alegre – alto-alegrense
- Alumínio – aluminense
- Álvares Florence – florencense
- Álvares Machado – machadense
- Álvaro de Carvalho – álvaro-carvalhense
- Alvinlândia – alvinlandense
- Americana – americanense
- Américo Brasiliense – ameriliense
- Américo de Campos – américo-campista ou americampense
- Amparo – amparense
- Analândia – analandense
- Andradina – andradinense
- Angatuba – angatubense
- Anhembi – anhembiense
- Anhumas – anhumense
- Aparecida – aparecidense
- Aparecida d'Oeste – oesteaparecidense
- Apiaí – apiaiense
- Araçariguama  – araçariguamense
- Araçatuba – araçatubense
- Araçoiaba da Serra – araçoiabano
- Aramina – araminense
- Arandu – aranduense
- Arapeí – arapeiense
- Araraquara – araraquarense
- Araras – ararense
- Arco-Íris – arco-irense
- Arealva – arealvense
- Areias – areiense
- Areiópolis – Areiopolitano
- Ariranha – ariranhense
- Artur Nogueira – nogueirense
- Arujá – arujaense
- Aspásia – aspasiense
- Assis – assisense
- Atibaia – atibaiense ou atibaiano
- Auriflama – auriflamense
- Avaí – avaiense
- Avanhandava – avanhandavense
- Avaré – avareense

## B
- Bady Bassitt – badiense, bassitense
- Balbinos – balbinense
- Bálsamo – balsamense
- Bananal – bananalense
- Barão de Antonina – barão-antoniniense
- Barbosa – barbosense
- Bariri – baririense
- Barra Bonita – barra-bonitense
- Barra do Chapéu – barrense
- Barra do Turvo – barra-turvense
- Barretos – barretense
- Barrinha – barrinhense
- Barueri – barueriense
- Bastos – bastense
- Batatais – batataense
- Bauru – bauruense
- Bebedouro – bebedourense
- Bento de Abreu – bento-abreuense
- Bernardino de Campos – bernardinense
- Bertioga – bertioguense
- Bilac – bilaquense
- Birigui – biriguiense
- Biritiba Mirim – biritibense
- Boa Esperança do Sul – boa-esperancense
- Bocaina – bocainense
- Bofete – bofetense
- Boituva – boituvense
- Bom Jesus dos Perdões – perdoense
- Bom Sucesso de Itararé – bom-sucessense-itarareense
- Borá – boraense
- Boraceia – boraceense
- Borborema – borboremense
- Borebi – borebiense
- Botucatu – botucatuense
- Bragança Paulista – bragantino
- Braúna – braunense
- Brejo Alegre – brejo-alegrense
- Brodowski – brodosquiano
- Brotas – brotense
- Buri – buriense
- Buritama – buritamense
- Buritizal – buritizalense

## C
- Cabrália Paulista – cabraliense
- Cabreúva – cabreuvano
- Caçapava – caçapavense
- Cachoeira Paulista – cachoeirense
- Caconde – cacondense
- Cafelândia – cafelandense
- Caiabu – caiabuense
- Caieiras – caieirense
- Caiuá – caiuaense
- Cajamar – cajamarense
- Cajati – cajatiense
- Cajobi – cajobiense
- Cajuru – cajuruense
- Campina do Monte Alegre – monte-alegrense, campino
- Campinas – campineiro
- Campo Limpo Paulista – campo-limpense
- Campos do Jordão – jordanense
- Campos Novos Paulista – campo-limpense
- Cananeia – cananeiense
- Canas – canense
- Cândido Mota – cândido-motense
- Cândido Rodrigues – candido-rodriguense
- Canitar – canitarense
- Capão Bonito – capão-bonitense
- Capela do Alto – capelense
- Capivari – capivariano
- Caraguatatuba – caraguatatubense
- Carapicuíba – carapicuibano
- Cardoso – cardosense
- Casa Branca – casa-branquense
- Cássia dos Coqueiros – cássia-dos-coqueirenses
- Castilho (São Paulo) – castilhense
- Catanduva – catanduvense
- Catiguá – catiguaense
- Cedral (São Paulo) – cedralense
- Cerqueira César – cerqueirense
- Cerquilho – cerquilhense
- Cesário Lange – cesário-langense
- Charqueada – charqueadense
- Chavantes – chavantense[2]
- Clementina (São Paulo) – clementinense
- Colina – colinense
- Colômbia – colombiense
- Conchal – conchalense
- Conchas – conchense
- Cordeirópolis – cordeiropolense
- Coroados – coroadense
- Coronel Macedo – macedense
- Corumbataí – corumbataiense
- Cosmópolis – cosmopolense
- Cosmorama – cosmoramense
- Cotia – cotiano
- Cravinhos – cravinhense
- Cristais Paulista – cristalense
- Cruzália – cruzaliense
- Cruzeiro (São Paulo) – cruzeirense
- Cubatão – cubatonense
- Cunha – cunhense

## D
- Descalvado – descalvadense
- Diadema – diademense
- Dirce Reis – dircense
- Divinolândia – divinolandense
- Dobrada – dobradense
- Dois Córregos – dois-correguense
- Dolcinópolis – dolcinopolense
- Dourado – douradense
- Dracena – dracenense
- Duartina – duartinense
- Dumont – dumonense

## E
- Echaporã – echaporense [3]
- Eldorado – eldoradense
- Elias Fausto – elias-faustense
- Elisiário – elisiariense
- Embaúba – embaubense
- Embu das Artes – embuense
- Embu-Guaçu – embu-guaçuense
- Engenheiro Coelho – coelhense, engenheiro-coelhense
- Espírito Santo do Pinhal – pinhalense
- Espírito Santo do Turvo – espírito-santense
- Estiva Gerbi – estivense
- Estrela d'Oeste – estrelense
- Estrela do Norte – estrelense
- Euclides da Cunha Paulista – euclidense

## F
- Fartura – farturense
- Fernando Prestes – fernando-prestense
- Fernandópolis – fernandopolense
- Ferraz de Vasconcelos – ferrazense
- Franca – francano
- Francisco Morato – moratense
- Franco da Rocha – franco-rochense

## G
- Gavião Peixoto – gavionense
- Guaíra – guairense
- Guapiara – guapiarense
- Guaratinguetá – guaratinguetaense
- Guareí – guareiense
- Guariba – guaribense
- Guarulhos – guarulhense
- Guarujá – guarujaense
- Guatapará – guarataparaense

## H
- Herculândia – herculandense
- Holambra – holambrense
- Hortolândia – hortolandense

## I
- Iacanga - iacanguense
- Iacri – iacriense
- Iaras – iarense
- Ibaté – ibateense
- Ibirá – ibiraense
- Ibirarema – ibiraremense
- Ibitinga – ibitinguense
- Ibiúna – ibiunense
- Icém – icemense
- Iepê – iepense
- Igaraçu do Tietê – igaraçuense
- Igarapava – igarapavense
- Igaratá – igaratense
- Iguape – iguapense
- Ilha Comprida – ilha-compridense
- Ilha Solteira – ilheense
- Ilhabela – ilhabelense
- Indaiatuba – indaiatubano
- Indiana – indianense
- Indiaporã – indiaporãense
- Inúbia Paulista – inubiênse
- Ipaussu – ipaussuense
- Iperó – iperoense
- Ipeúna – ipeunense
- Ipiguá – ipiguaense
- Iporanga – iporanguense
- Ipuã – ipuanense
- Iracemápolis – iracemapolense
- Irapuã – irapuanense
- Irapuru – irapuruense
- Itaberá – itaberaense
- Itaí – itaiense
- Itajobi – itajobiense
- Itaju – itajuense
- Itanhaém – itanhaense
- Itaoca – itaoquense
- Itapecerica da Serra – itapecericano
- Itapetininga – itapetiningano
- Itapeva – itapevense
- Itapevi – itapeviense
- Itapira – itapirense
- Itapirapuã Paulista – itapirapuense-paulista
- Itápolis – itapolitano
- Itaporanga – itaporanguense
- Itapuí – itapuiense
- Itapura – itapurense
- Itaquaquecetuba – itaquaquecetubano
- Itararé – itarareense
- Itariri – itaririense
- Itatiba – itatibense
- Itatinga – itatinguense
- Itirapina – itirapinense
- Itirapuã – itirapuense
- Itobi – itobiense
- Itu – ituano
- Itupeva – itupevense
- Ituverava – ituveravense

## J
- Jaborandi – jaborandiense
- Jaboticabal – jaboticabalense
- Jacareí – jacareiense
- Jaci – jaciense
- Jacupiranga – jacupiranguense
- Jaguariúna – jaguariunense
- Jales – jalesense
- Jambeiro – jambeirense
- Jandira – jandirense
- Jardinópolis – jardinopolense
- Jarinu – jarinuense
- Jaú – jauense
- Jeriquara – jeriquarense
- Joanópolis – joanopolense
- João Ramalho – ramalhense
- José Bonifácio – bonifaciano
- Júlio Mesquita – júlio-mesquitense
- Jumirim – jumirense
- Jundiaí – jundiaiense
- Junqueirópolis – junqueiropolense
- Juquiá – juquiaense
- Juquitiba – juquitibense

## L
- Lagoinha – lagoinhense
- Laranjal Paulista – laranjalense
- Lavínia – lavinense
- Lavrinhas – lavrinhense
- Leme – lemense
- Lençóis Paulista – lençoense
- Limeira – limeirense
- Lindóia – lindoiano
- Lins – linense
- Lorena – lorenense
- Lourdes – lourdense
- Louveira – louveirense
- Lucélia – luceliense
- Lucianópolis – lucianopolense
- Luís Antônio – luís-antoniense
- Luiziânia – luisianense
- Lupércio – lupercense
- Lutécia – luteciano

## M
- Macatuba – macatubense
- Macedônia – macedonienses
- Magda – magdense
- Mairinque – mairinquense
- Mairiporã – mairiporense[4][5] ou 
mairiporanense[6]
- Manduri – manduriense
- Marabá Paulista – marabaense ou marabá-paulistense
- Maracaí – maracaiense
- Marapoama – marapoamense
- Mariápolis – mariapolense
- Marília – mariliense
- Marinópolis – marinopolense
- Martinópolis – martinopolense
- Matão – matonense
- Mauá – mauaense
- Mendonça – mendocino
- Meridiano – meridianense
- Mesópolis – mesopolense
- Miguelópolis – miguelopense
- Mineiros do Tietê – mineiros-tieteense
- Mira Estrela – mira-estrelense
- Miracatu – miracatuense
- Mirandópolis – mirandopolense
- Mirante do Paranapanema – mirantense
- Mirassol – mirassolense
- Mirassolândia – mirassolandense
- Mococa – mocoquense
- Mogi das Cruzes – mojiano[1] ou mogiano [7]
- Mogi Guaçu – guaçuano
- Mogi Mirim – moji-miriano[1][8] ou mogimiriano[9]
- Mombuca – mombucano
- Monções – monçolense
- Mongaguá – mongaguaense
- Monte Alegre do Sul – monte-alegrense
- Monte Alto – monte-altense
- Monte Aprazível – monte-aprazivelense
- Monte Azul Paulista – monte-azulense
- Monte Castelo – montecastelense
- Monte Mor – monte-morense
- Monteiro Lobato – lobatense
- Morro Agudo – morroagudense
- Morungaba – morungabense
- Motuca – motuquense
- Murutinga do Sul – murutinguense

## N
- Nantes – nantense
- Narandiba – narandibense
- Natividade da Serra – nativense
- Nazaré Paulista – nazareano
- Neves Paulista – nevense
- Nhandeara – nhandearense
- Nipoã – nipoense [10]
- Nova Aliança – aliancense
- Nova Campina – nova-campinense
- Nova Canaã Paulista – nova-canaense
- Nova Castilho – nova-castilhense
- Nova Europa – nova-europense
- Nova Granada – granadense
- Nova Guataporanga – guataporanguense
- Nova Independência – independentino
- Nova Luzitânia – luzitaniense [11]
- Nova Odessa – nova-odessense
- Novais – novaense
- Novo Horizonte – novo-horizontino
- Nuporanga – nuporanguense

## O
- Ocauçu – ocauçuense
- Óleo – oleense
- Olímpia – olimpiense
- Onda Verde – onda-verdense
- Oriente – orientense ou orientalense
- Orindiúva – orindiuvense
- Orlândia – orlandino
- Osasco – osasquense, osasquiano
- Oscar Bressane – bressanense
- Osvaldo Cruz – osvaldo-cruzense
- Ourinhos – ourinhense
- Ouro Verde – ouroverdense
- Ouroeste – ouroestense

## P
- Palestina – palestinense
- Palmeira d'Oeste – palmeirense
- Pariquera-Açu – pariquerense
- Paulínia – paulinense
- Pederneiras – pederneirense
- Pedra Bela – pedra-belense
- Pedreira – pedreirense
- Penápolis – penapolense
- Pedrinhas Paulista – pedrinhense
- Peruíbe – peruibense
- Pilar do Sul – pilarense
- Pindamonhangaba – pindamonhangabense
- Pindorama – pindoramense
- Piracaia – piracaiense
- Piracicaba – piracicabano
- Piraju – pirajuense
- Pirajuí – pirajuiense
- Pirapora do Bom Jesus – piraporano, piraporense, piraporoense, bom-jesusiano
- Pirassununga – piraçununguense[1] ou pirassununguense[12]
- Poá – poaense
- Pompeia – pompeense
- Pontal – pontalense
- Porto Feliz – porto-felicense
- Porto Ferreira – ferreirense
- Praia Grande – praia-grandense
- Presidente Alves – alvense
- Presidente Bernardes – bernardense
- Presidente Epitácio – epitaciano
- Presidente Prudente – prudentino
- Presidente Venceslau – venceslauense
- Promissão – promissense

## Q
- Quadra – quadrense
- Quatá – quataense
- Queiroz – queirosense[1] ou queirozense [13]
- Queluz – queluzense
- Quintana – quintanense

## R
- Registro – registrense
- Ribeirão Bonito – ribeirão-bonitense
- Ribeirão Branco – ribeirão-branquense
- Ribeirão Pires – ribeirão-pirense
- Ribeirão Preto – ribeirão-pretano
- Rincão – rinconense
- Rinópolis – rinopolense
- Rio Claro – rio-clarense
- Riversul – riversulense

## S
- Sabino – sabinense
- Sagres – sagrense
- Sales – salense
- Sales Oliveira – salense
- Salesópolis – salesopolense
- Salmourão – salmoroense
- Saltinho – saltinhense
- Salto – saltense
- Salto de Pirapora – saltopiraporense
- Salto Grande – salto-grandense [14]
- Sandovalina – sandovalinense
- Santa Adélia – santa-adeliense
- Santa Albertina – santa-albertinense
- Santa Bárbara d'Oeste – barbarense
- Santa Branca – santa-branquense [15]
- Santa Clara d'Oeste – santa clarense
- Santa Cruz da Conceição – santa-cruzense
- Santa Cruz da Esperança – santacruzense
- Santa Cruz das Palmeiras – palmeirense
- Santa Cruz do Rio Pardo – santa-cruzense
- Santa Ernestina – santa-ernestinense
- Santa Fé do Sul – santa-fé-sulense
- Santa Gertrudes – gertrudense
- Santa Isabel – santa isabelense
- Santa Lúcia – santa-luciense
- Santa Maria da Serra – santamaria-serrense
- Santa Mercedes – mercedense
- Santa Rita d'Oeste – santa-ritense
- Santa Rita do Passa Quatro – santa-ritense
- Santa Rosa de Viterbo – santa-rosense
- Santa Salete – saletense
- Santana da Ponte Pensa – santanense
- Santana de Parnaíba – parnaibano
- Santo Anastácio – anastaciano
- Santo André – andreense
- Santo Antônio da Alegria – alegriense
- Santo Antônio de Posse – possense
- Santo Antônio do Aracanguá – aracanguaense
- Santo Antônio do Jardim – jardinense
- Santo Antônio do Pinhal – pinhalense
- Santo Expedito – expeditense
- Santópolis do Aguapeí – santopolense
- Santos – santista
- São Bento do Sapucaí – são-bentista
- São Bernardo do Campo – são-bernardense
- São Caetano do Sul – sul-caetanense
- São Carlos – são-carlense (sancarlense) ou carlopolitano[16][17]
- São Francisco – são-francisquense
- São João da Boa Vista – são-joanense (sanjoanense)
- São João das Duas Pontes – são-joanense
- São João de Iracema – iracemense
- São João do Pau-d'Alho – paudalhense
- São Joaquim da Barra – joaquinense
- São José da Bela Vista – belavistense
- São José do Barreiro – barreirense
- São José do Rio Pardo – rio-pardense
- São José do Rio Preto – rio-pretense (rio-pretano)
- São José dos Campos – joseense
- São Lourenço da Serra – são-lourençano
- São Luiz do Paraitinga – luisense
- São Manuel – são-manuelense
- São Miguel Arcanjo – são-miguelense
- São Paulo – paulistano
- São Pedro – são-pedrense
- São Pedro do Turvo - são-pedrense
- São Roque – são-roquense
- São Sebastião – sebastianense
- São Sebastião da Grama – gramense
- São Simão – simonense
- São Vicente – vicentino e calunga
- Sarapuí – sarapuiano
- Sarutaiá – sarutaiense
- Sebastianópolis do Sul – sebastionopolense
- Serra Azul – serra-azulense
- Serra Negra – serrano
- Serrana – serranense
- Sertãozinho – sertanezino
- Sete Barras – sete-barrense
- Socorro – socorrense
- Sorocaba – sorocabano
- Sumaré – sumareense
- Suzano – suzanense

## T
- Tabapuã – tabapuanense
- Tabatinga – tabatinguense
- Taboão da Serra – taboanense
- Taciba – tacibense
- Taguaí – taguaiense ou taguaíno
- Taiaçu – taiaçuense
- Taiuva – taiuvense
- Tambaú – tambausense
- Tanabi – tanabiense
- Tapiraí – tapiraiense
- Tapiratiba – tapiratibense
- Taquaral – taquaralense
- Taquaritinga – taquaritinguense
- Taquarituba – taquaritubense
- Taquarivaí – taquarivaense
- Tarabai – tarabainos
- Tarumã – tarumaense
- Tatuí – tatuiano
- Taubaté – taubateano ou taubateense
- Tejupá – tejupaense
- Teodoro Sampaio – teodorense
- Terra Roxa – terra-roxense
- Tietê – tieteense
- Timburi – timburiense
- Torre de Pedra – torrepedrense
- Torrinha – torrinhense
- Trabiju – trabijuense
- Tremembé – tremembeense
- Três Fronteiras – trifronteirano
- Tuiuti – tuiutiense
- Tupã – tupãense
- Tupi Paulista – tupiense
- Turiúba – turiubense
- Turmalina – turmalinense

## U
- Ubarana – ubaranense
- Ubatuba – ubatubense
- Ubirajara – ubirajarense
- Uchoa – uchoense
- União Paulista – união-paulistense
- Urânia – uraniano
- Uru – uruense
- Urupês – urupeense

## V
- Valentim Gentil – valentim-gentilense
- Valinhos – valinhense
- Valparaíso – valparaisense
- Vargem – vargense
- Vargem Grande do Sul – sul-vargem-grandense
- Vargem Grande Paulista – vargem-grandense
- Várzea Paulista – varzino
- Vera Cruz – vera-cruzense
- Vinhedo – vinhedense
- Viradouro – viradourense
- Vista Alegre do Alto – vistalegrense
- Vitória Brasil – vitoriabrasiliense
- Votorantim – votorantinense
- Votuporanga – votuporanguense

## Z
- Zacarias – zacariense